# Шатійон (Валле-д'Аоста)
Шатійон (фр. Châtillon) — муніципалітет в Італії, у регіоні Валле-д'Аоста.
Шатійон розташований на відстані близько 580 км на північний захід від Рима, 23 км на схід від Аости.
Населення — 4844 особи (2014).
Щорічний фестиваль відбувається 29 червня. Покровитель — Петро (апостол).

## Демографія
Населення за роками:

Станом на 1 січня 2023 року в муніципалітеті офіційно проживали 323 іноземці з 50 країн, серед них 108 громадян країн Євросоюзу та 10 громадян України.

## Сусідні муніципалітети
- Анте-Сент-Андре
- Аяс
- Шамдепра
- Ла-Магделен
- Монжове
- Понте
- Сен-Дені
- Сен-Венсан
- Торньйон